# Dasylirion durangense
Dasylirion durangense es una especie de la familia de las asparagáceas, nativa de Durango, Chihuahua y Sonora, México. Está estrechamente relacionado con Dasylirion wheeleri S. Wats. y se considera una variedad de la especie por algunos autores.

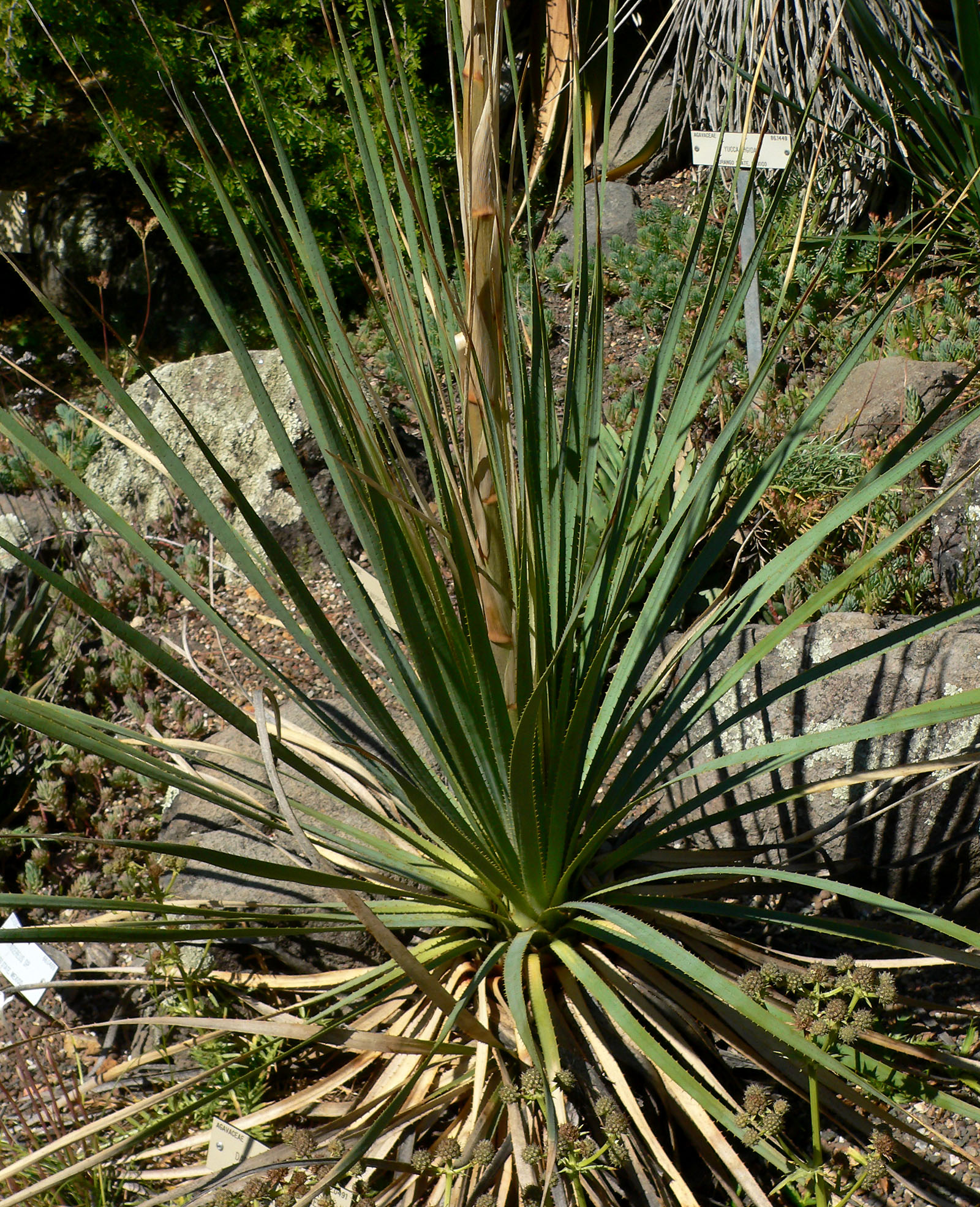
Vista de la planta

## Descripción
La planta cuenta con una gran roseta basal de largas hojas rígidas de más de 1 m de longitud, teniendo afiladas espinas curvas a lo largo de los márgenes. El tallo de la floración puede alcanzar un tamaño de hasta 3 m de altura, teniendo pequeñas flores polinizadas por el viento.
Algunas publicaciones escriben mal el epíteto de " duranguense" o "duranguensis".  "durangense" es la correcta.

## Usos
Los pueblos indígenas de la Sierra Madre Occidental ( Tarahumara, Pima Bajo y Tepehuanes ) utilizan el dulce tallo floreciente inmaduro para preparar una bebida alcohólica. También quitan las espinas de los márgenes de las hojas y las usan para hacer cestas, adornos navideños y otros artículos.

## Taxonomía
Dasylirion durangense fue descrita por William Trelease y publicado en Proceedings of the American Philosophical Society 50(200): 438. 1911.
Etimología
Dasylirion: nombre genérico compuesto que deriva de la palabra griega: dasys para "rugosa" , "descuidada" y leirion de "lirio", que probablemente fue elegido debido a las hojas largas y desordenadas.
durangense: epíteto geográfico que alude a su localización en Durango.
Sinonimia
- Dasylirion wheeleri var. durangense Laferr.[7]